# Ladoga Lacus
Il Ladoga Lacus è una struttura geologica della superficie di Titano.